# Stolní tenis na Letních olympijských hrách 2004
Soutěže ve stolním tenise na Letních olympijských hrách 2004 se konaly v Athénách.

## Přehled medailí
| Pořadí | Země                | Zlato | Stříbro | Bronz | Celkově |
| ------ | ------------------- | ----- | ------- | ----- | ------- |
| 1.     | Čína (CHN)          | 3     | 1       | 2     | 6       |
| 2.     | Jižní Korea (KOR)   | 1     | 1       | 1     | 3       |
| 3.     | Hongkong (HKG)      | 0     | 1       | 0     | 1       |
| 3.     | Severní Korea (PRK) | 0     | 1       | 0     | 1       |
| 5.     | Dánsko (DEN)        | 0     | 0       | 1     | 1       |
| Celkem | Celkem              | 4     | 4       | 4     | 12      |

## Medailisté
| Soutěž       | Zlato                               | Stříbro                                       | Bronz                                      |
| ------------ | ----------------------------------- | --------------------------------------------- | ------------------------------------------ |
| Dvouhra muži | Ju Sung-min · Jižní Korea (KOR)     | Wang Chao · Čína (CHN)                        | Wang Li-čchin · Čína (CHN)                 |
| Čtyřhra muži | Chen Qi a Ma Lin · Čína (CHN)       | Ko Lai Chak a Li Ching · Hongkong (HKG)       | Michael Maze a Finn Tugwell · Dánsko (DEN) |
| Dvouhra žen  | Čang I-ning · Čína (CHN)            | Kim Hyang-Mi · Severní Korea (PRK)            | Kim Kyung-Ah · Jižní Korea (KOR)           |
| Čtyřhra žen  | Wang Nan a Čang I-ning · Čína (CHN) | Lee Eun-Sil a Seok Eun-Mi · Jižní Korea (KOR) | Kuo Jüe a Niu Jianfeng · Čína (CHN)        |